# Tessin b. Boizenburg
Tessin b. Boizenburg is een gemeente in de Duitse deelstaat Mecklenburg-Voor-Pommeren, en maakt deel uit van het Landkreis Ludwigslust-Parchim.
Tessin b. Boizenburg telt 409 inwoners.